# بلاد السودان

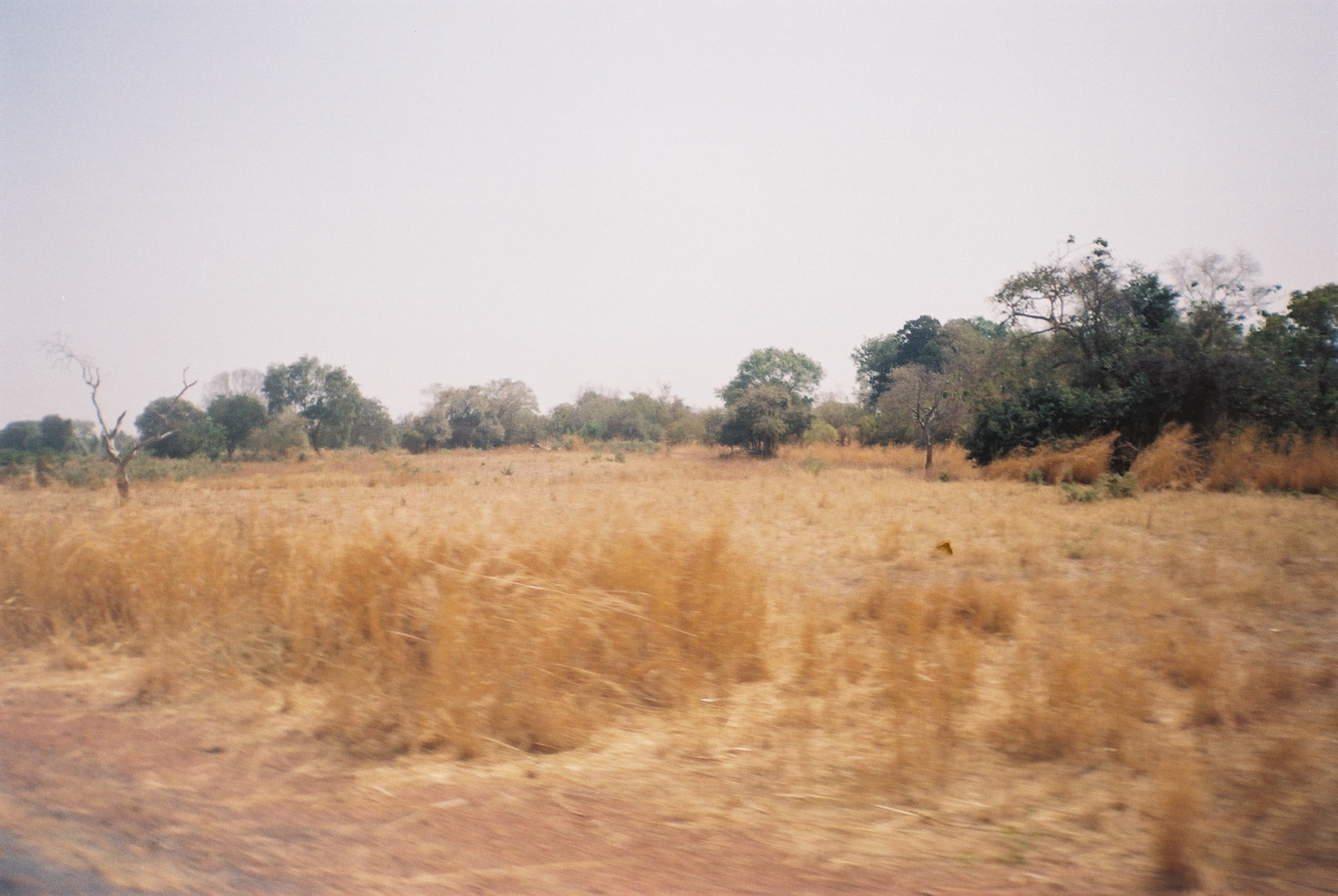
جزء من غامبيا كانت تعرف بالسودان.

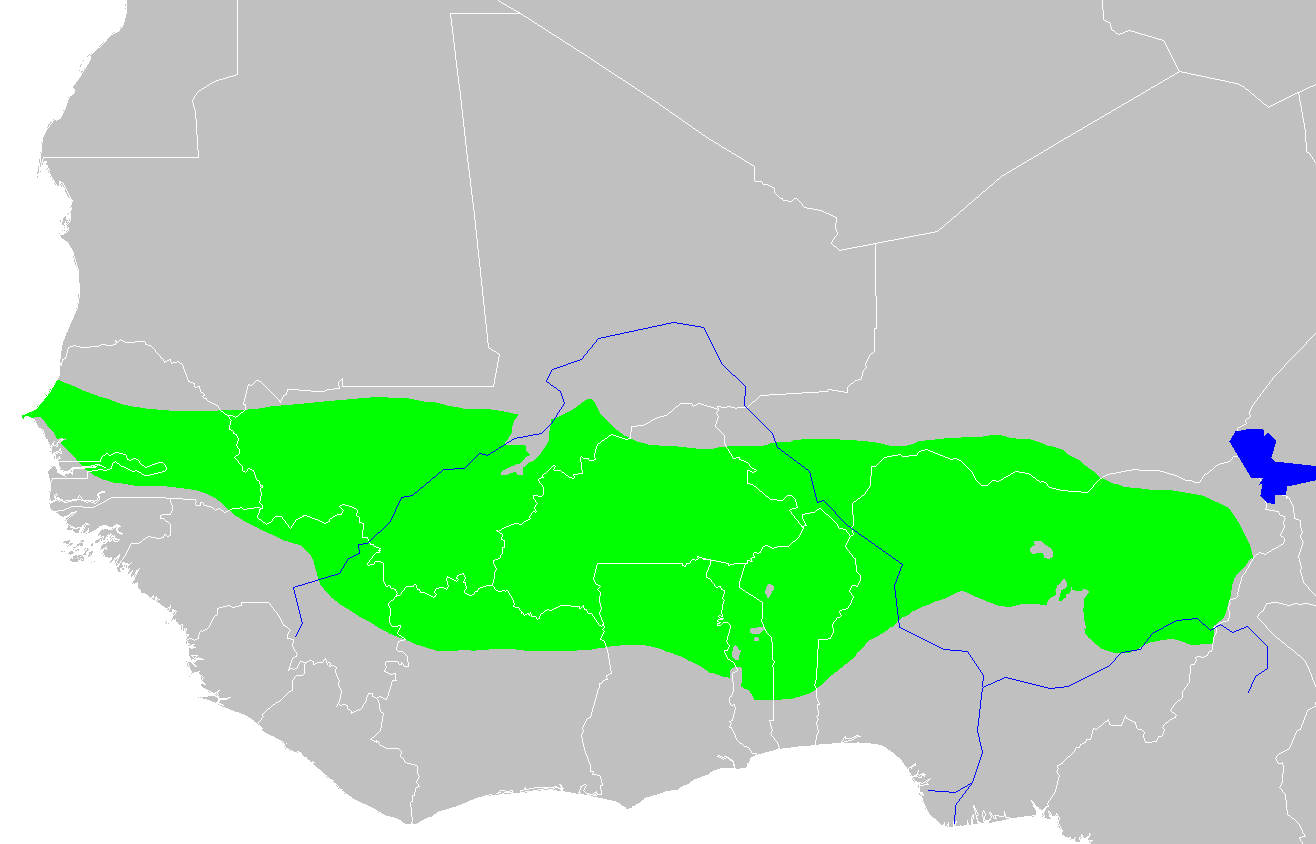
سافانا السودان الغربي (أخضر) بغرب أفريقيا.

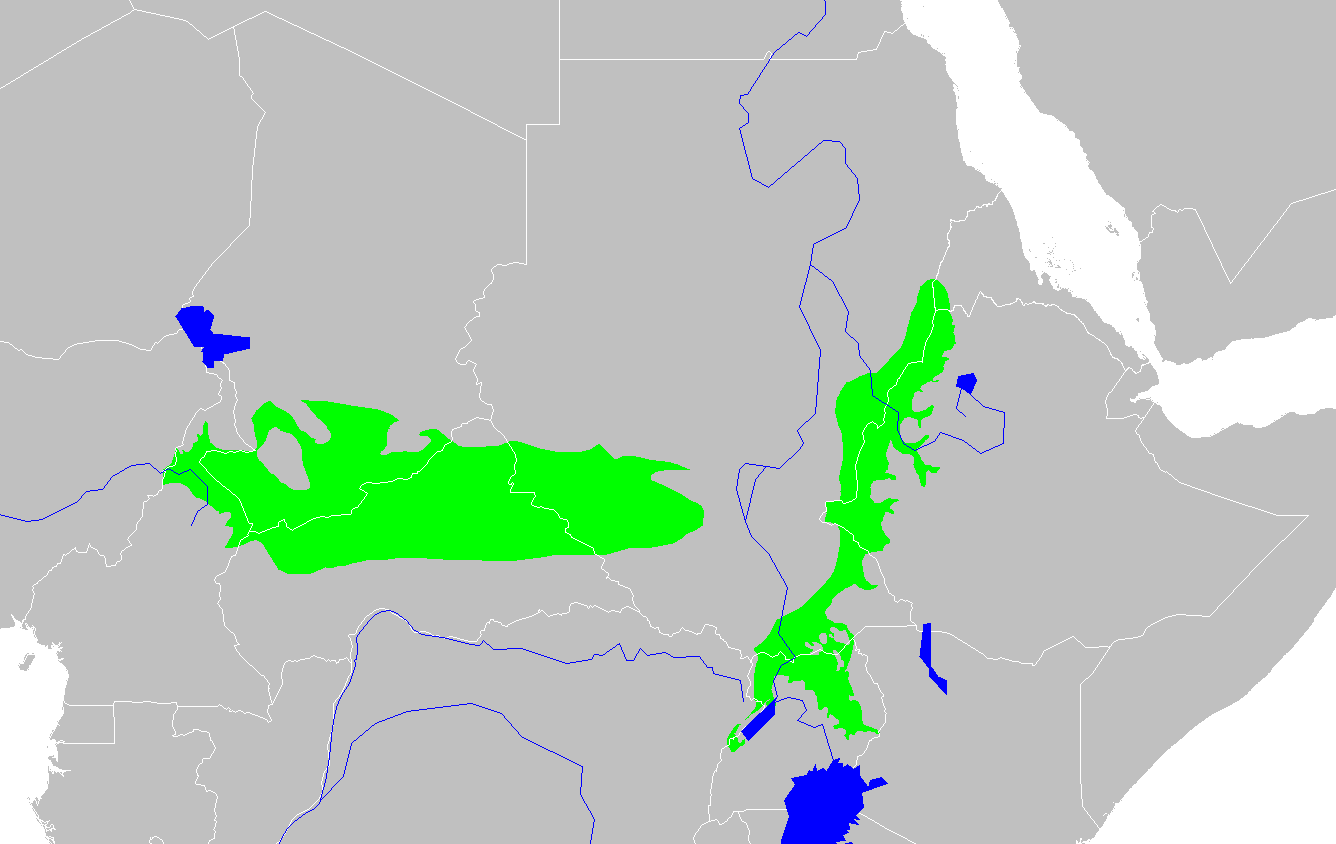
سافانا السودان الشرقي (أخضر) في أفريقيا الوسطى وأفريقيا الشرقية.

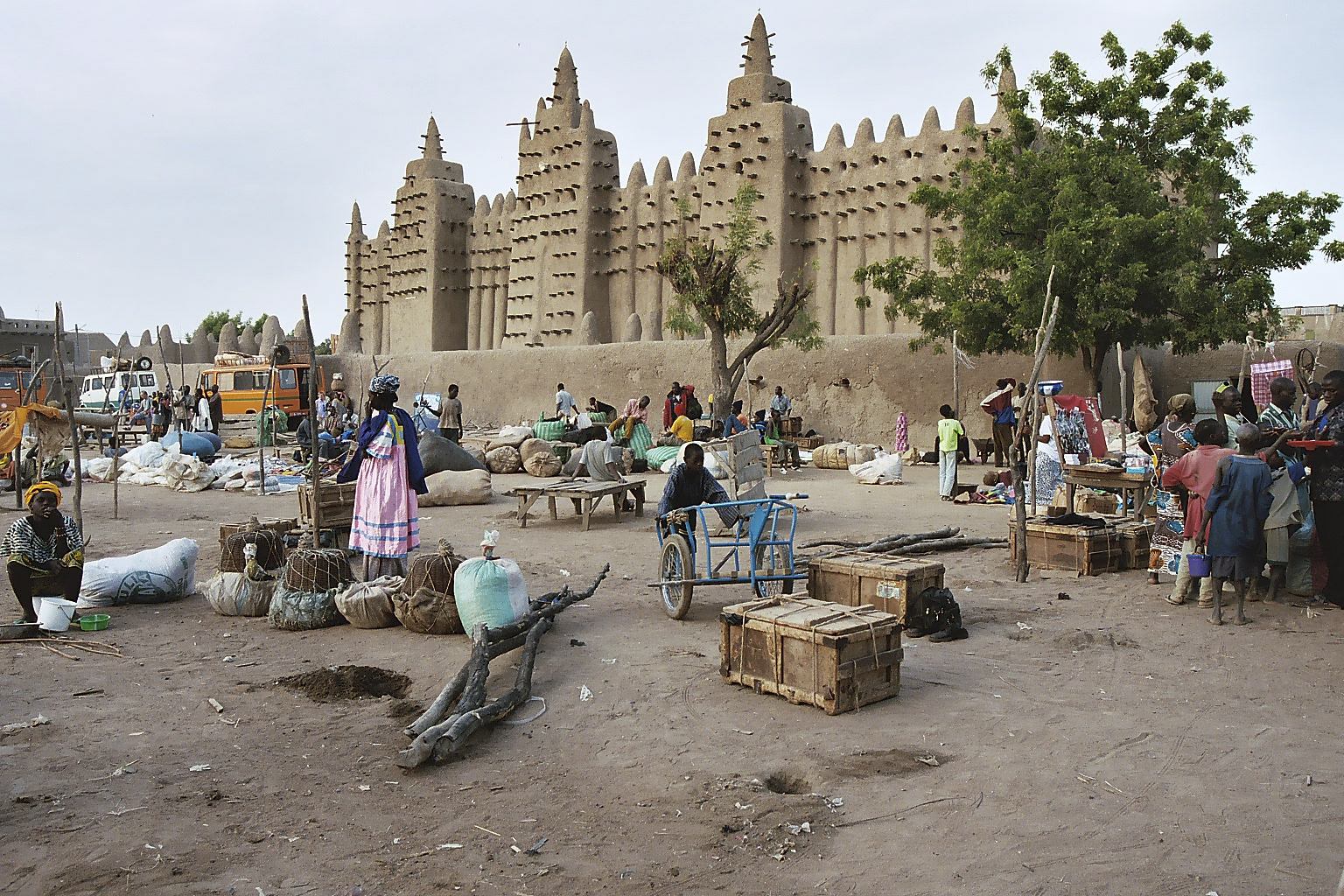
الجامع الكبير في جينيه ، (مالي) وأمامه السوق ، صورة من عام 2003.

بلاد السودان منطقة جغرافية تشير بشكل عام للمنطقة الخضراء التي تقع مباشرة جنوب منطقة الساحل. وتضم المنطقة اليوم عدة مناطق تقع في أجزاء من الدول الآتية: السنغال ومالي وبوركينا فاسو والنيجر ونيجيريا وتشاد والسودان وجنوب السودان وأفريقيا الوسطى وإثيوبيا

## تصنيفات تاريخية

### تصنيف التونسي
في مخطوطه تشحيذ الأذهان بسيرة بلاد العرب والسودان  قسم التونسي ولايات السودان جنوب الصحراء إلي:
1-سنار 
2-كردفال(كردفان) 3- دار الفور 4- ودداي 5-الباقرمة 6- برنوا 7- أدقز 8- نفه 9- تنبكتو 
10/ دار ملا أوملي.
وحسب الوضع السياسي في أواخر القرن العشرين والحادي والعشرين ، نجد:
- 3/2/1/ تقع في السودان وأجزاء من مملكة سنار تقع في شرق أثيوبيا
- 5/4/ تشاد.
- 7/6/5/ النيجر  ·  نيجيريا
- 9/8/7/ مالي
- 9/ بوركينا فاسو
- 10/ موريتانيا  ·  السنغال